# هليلج لين
هليلج لين (الاسم العلمي:Terminalia mollis) هو نوع نباتي يتبع جنس الهليلج من الفصيلة القمبريطية.